# Lavrentia
Lavrentia (en russe : Лаврентия, en yupik : Ӄышы) est une localité rurale de type Selo (село) du district autonome de Tchoukotka, en Russie. Sa population s'élevait à 1 115 habitants en 2021. Précédemment, elle comptait 1 333 habitants en 2002 et 3 012 en 1989.
Située sur la baie Saint Laurent, sur le détroit de Béring, Lavrentia est le seul centre du district administratif de tout l'okroug autonome qui n'a pas de statut de ville. Elle abrite 30,2 % de la population totale du district.

## Statut administratif et municipal
Dans le cadre des découpages municipaux de la Russie, le village est subordonné au district municipal de Tchoukotski et intégré en tant qu'établissement rural (ou село, selo) de Lavrentia.

## Géographie

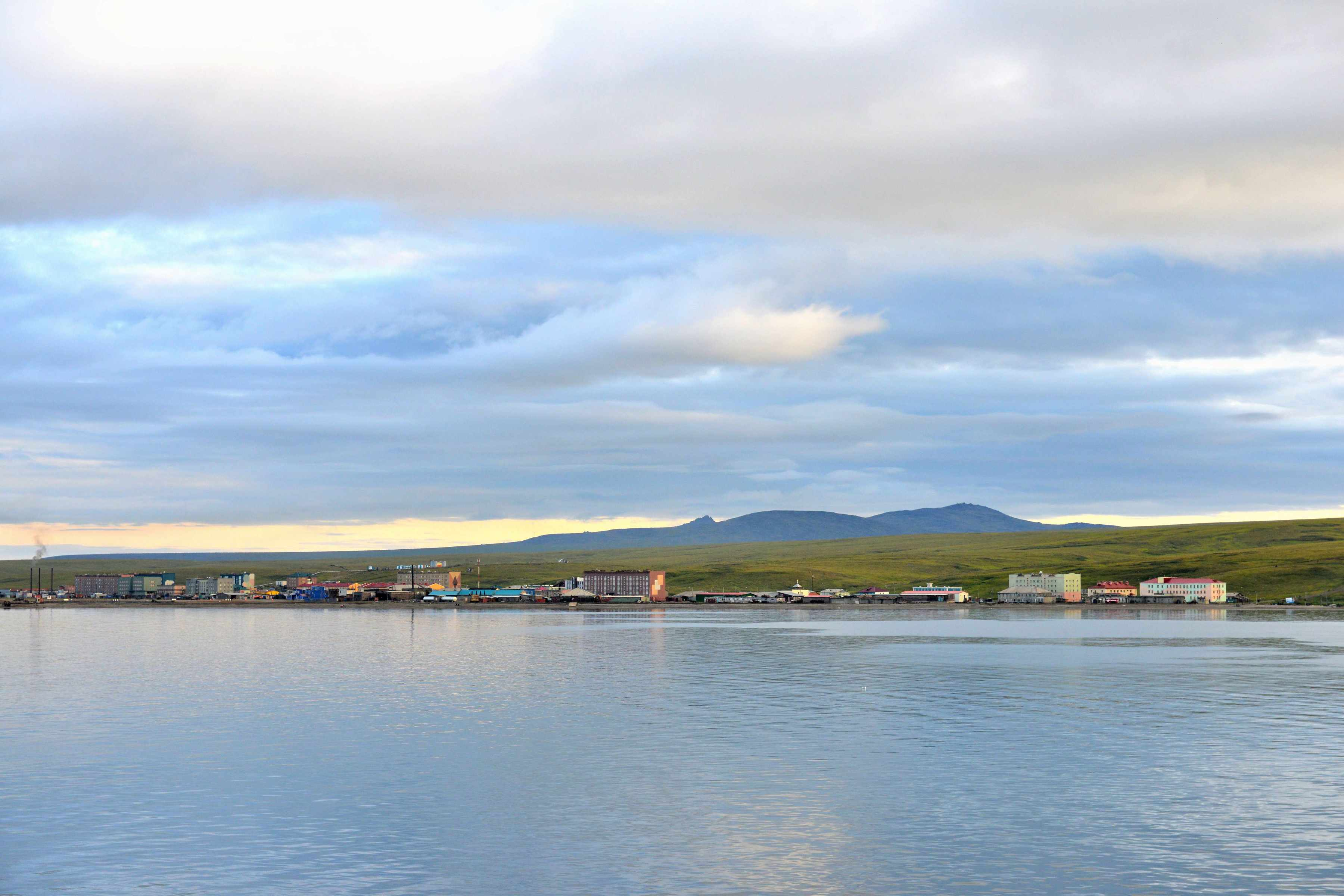
Lavrentia, vue du Détroit de Béring.

Le village est situé sur la côte sud de la baie Saint Laurent en face du village de Pinakoul (65° 37′ 31,4″ N, 170° 50′ 54,8″ O
) construit à l'époque soviétique puis abandonné, à 600 km au nord-est d'Anadyr. À 10 km du village de Pinakoul, il y avait le village de Nounyamo, également construit à l'époque soviétique, et qui comme Pinakoul a été fermé en raison d'un manque de rentabilité. Les derniers résidents sont partis en 1978-1979. Actuellement, Pinakoul est une petite base de passage pour l'hypericum marin.
À 27 km du village, se trouve Lorinsky Klyouchs - un gisement d'eau minérale thermique, et 17 km au sud - le complexe historique et culturel Yandogai, sur le territoire duquel se trouve une ancienne colonie tchouktche datant du 1er millénaire av. J.-C.

## Histoire
La région a été cartographiée en 1746 par l'explorateur Timofei Perevalov. Le nom de la baie a été donné en 1778 par James Cook,. Selon le calendrier chrétien, lorsque son navire est entré dans la baie, c'était la Saint-Laurent.
Par la suite, la baie a été visitée par le capitaine Clerke en 1779, par Sarytchev et Billings en 1791, par Kotzebue en 1817, et par Lütke en 1828.
Le village de Lavrentia (décliné du nom russe : Лаврентий, « Laurent ») est fondé en 1928, ou 1927, selon certaines sources. Une kultbaza (base culturelle semi-permanente établie par l'Union soviétique dans les zones rurales pour assurer l'éducation idéologique des autochtones) tchoukte a été établie dans la région avec l'aide d'un bateau à vapeur chargé de bois de construction pour les maisons et d'autres bâtiments ainsi que les travailleurs pour la construction, par le golfe Saint-Laurent en août 1927,. À l'automne 1928, la Kultbaza se compose d'une série de bâtiments : une station vétérinaire, un atelier de réparation de véhicules automobiles et d'appareils électroménagers, un hôpital, un entrepôt, des maisons, des usines, des pensionnats et trois maisons d'habitation,. Elle fonctionnera jusqu'en 1941.
Après la formation du village, en décembre 1930, elle devient le centre administratif du district national de Tchoukotka (à ne pas confondre avec le district actuel de Tchoukotche), bien qu'en avril 1932, il fut transféré à Anadyr. En décembre 1933, lors d'une réunion du PCUS de district, la question est soulevée à Lavrentia concernant le transfert potentiel des institutions de district pour ce qui est maintenant le district de Tchoukotski à Lavrentia de leur position actuelle à Ouelen. Le transfert a finalement lieu après un certain nombre de retards. Une décision finale ne fut prise qu'à la fin de 1940, les premières institutions ne bougèrent pas avant 1942, et, à cause de la Seconde Guerre mondiale, ne furent achevées qu'en 1946. Avec le transfert de l'administration du district à Lavrentia, un nouvel aérodrome fut construit qui fut utilisé pendant La Seconde Guerre mondiale pour les vols de prêt-bail,.
En 1955, une route aérienne régulière est établie avec et Ouelen, et en 1958, un certain nombre de Yupik du village de Naukan ont été réinstallés dans le "selo" de Lavrentia après l'abandon forcé par ordre administratif de Naukan, (66° 01′ 11″ N, 169° 42′ 29″ O).

## Population
Recensements (*) ou estimations de la population:
| 1959* | 1970* | 1979* | 1989* | 2002* | 2010* |
| ----- | ----- | ----- | ----- | ----- | ----- |
| 809   | 1 702 | 2 369 | 3 012 | 1 133 | 1 459 |

| 2013  | 2020  | 2021  | - | - | - |
| ----- | ----- | ----- | - | - | - |
| 1 415 | 1 170 | 1 115 | - | - | - |

## Culture
En juillet-août, le festival des chasseurs de la mer du Détroit de Béring, se tient chaque année dans le village, dont le principal événement est la course traditionnelle sur les canots Tchouktches-Esquimaux, la Régate annuelle de Baleines et de Bateaux à peaux.
Le musée du village, le musée régional de Lavrentia, consacré à l'histoire et à la culture indigènes, a obtenu le statut national en 1994 et produit des expositions d'Ouelen et d'Ekven, y compris un certain nombre d'« objets ailés », des instruments en forme de papillon sculptés dans des défenses de morse, ce qui a d'abord provoqué la confusion sur leur but d'origine. L'opinion initiale était divisée, certains pensant qu'ils font partie d'un particulier, d'autres qu'ils ont une signification religieuse et d'autres pensent toujours qu'ils étaient purement esthétiques. Cependant, une enquête sur l'aérodynamique des objets a révélé que leur forme avait beaucoup en commun avec les ailes d'avions modernes et il a été proposé que ces objets soient en fait pour aider au vol des harpons, une pensée confirmée par la découverte d'un harpon avec un « objet ailé » encore attaché. On ne sait pas pourquoi un outil aussi utile est tombé en désuétude parmi les peuples autochtones.
Historiquement, l'une des exportations culturelles les plus importantes du village a été l'ensemble indigène "Yeti" (russe : Етти) qui était dirigé en 1976 par la femme yupik M.S. Glukhikh, qui dirige maintenant l'ensemble national Voile blanche (russe : Белый парус).
Dans le village se trouve également l'église orthodoxe de l'Archange Michel.
Le mode de vie est proche du mode de vie traditionnel des Tchouktches et des Esquimaux, qui constituent la majorité des habitants du village. L'économie est basée sur les entreprises agricoles - chasse marine et élevage de rennes.

## Économie

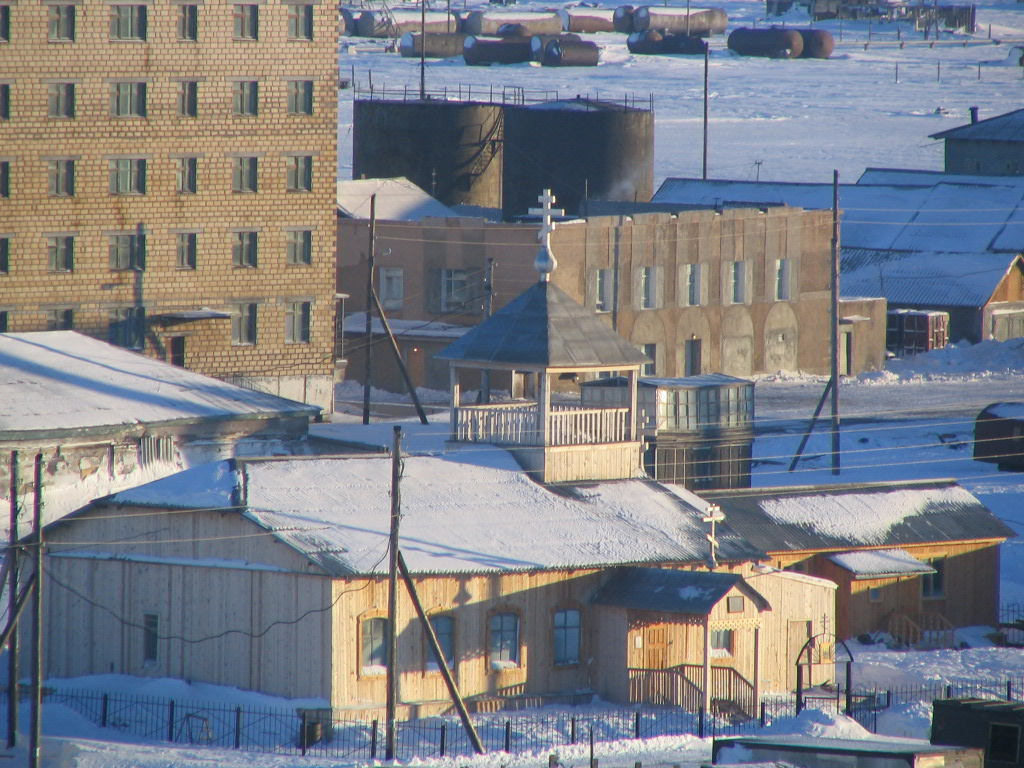

Lavrentia, en tant que centre administratif du district, abrite la majorité des principaux services du district, y compris une branche du tribunal de district et du procureur, un hôpital, un bureau de poste, une école, des télécommunications, une pharmacie et demeure le siège régional de la compagnie aérienne Chukotavia.
Il existe des entreprises industrielles d'importance locale.

### Communications
Lavrentia est à 650 km d'Anadyr.

#### Liaison aérienne
Un aéroport relie le village à Anadyr. Le temps de vol est d'environ 2 heures. L'Aéroport Lavrentiya (UHLM) s'étend au milieu de la localité.

#### Réseau routier
Le village de Lorino est relié à Lavrentia par une piste non-bitumée de 40 kilomètres. Malgré son statut de centre administratif, Lavrentia n'est reliée au reste du pays par aucune autre route. Il y a toutefois quelques routes locales sur le territoire de la commune.
Il y a une liaison régulière vers Lorino. Le transport est assuré les lundis, mercredis et vendredis par un bus monté sur le châssis d'un camion militaire, l'Ural-4320.

#### Liaison maritime
Le bateau à moteur « Captain Sotnikov » relie Lavrentia à Anadyr. (départ d'Anadyr les 27 juillet, 8, 20 août, 1er et 20 septembre ; de Lavrentiya le 29 juillet, 10, 22 août, 3 et 22 septembre).

## Climat
Lavrentiya a un climat de toundra arctique (classification de Köppen : ET) car le mois le plus chaud a une température moyenne comprise entre 0 et 10 °C.
| Données climatiques de Lavrentia | Données climatiques de Lavrentia | Données climatiques de Lavrentia | Données climatiques de Lavrentia | Données climatiques de Lavrentia | Données climatiques de Lavrentia | Données climatiques de Lavrentia | Données climatiques de Lavrentia | Données climatiques de Lavrentia | Données climatiques de Lavrentia | Données climatiques de Lavrentia | Données climatiques de Lavrentia | Données climatiques de Lavrentia | Données climatiques de Lavrentia |
| Mois                             | Jan                              | Fév                              | Mar                              | Avr                              | Mai                              | Juin                             | Juil                             | Août                             | Sept                             | Oct                              | Nov                              | Déc                              | Année                            |
| -------------------------------- | -------------------------------- | -------------------------------- | -------------------------------- | -------------------------------- | -------------------------------- | -------------------------------- | -------------------------------- | -------------------------------- | -------------------------------- | -------------------------------- | -------------------------------- | -------------------------------- | -------------------------------- |
| Moyenne haute                    | −13,2                            | −15,6                            | −14,2                            | −7,9                             | −0,1                             | 5,5                              | 9,4                              | 9,0                              | 5,7                              | 0,5                              | −4,7                             | −12,1                            | −3,1                             |
| Moyenne journalière              | −16,9                            | −19,2                            | −18,1                            | −11,7                            | −2,8                             | 2,7                              | 6,6                              | 6,5                              | 3,6                              | −1,6                             | −7,6                             | −15,4                            | −6,2                             |
| Moyenne basse                    | −20,5                            | −22,8                            | −21,9                            | −15,5                            | −5,5                             | −0,1                             | 3,9                              | 4,1                              | 1,5                              | −3,7                             | −10,4                            | −18,7                            | −9,1                             |
| Précipitation moyenne en mm      | 23                               | 17                               | 17                               | 17                               | 16                               | 21                               | 38                               | 57                               | 47                               | 35                               | 29                               | 24                               | 341                              |
| Source:                          |                                  |                                  |                                  |                                  |                                  |                                  |                                  |                                  |                                  |                                  |                                  |                                  |                                  |